# Лапенко, Антон Вячеславович
«Антон Лапенко — это говорящий Чарли Чаплин русского Ютуба.» 
Леонид Парфёнов
Анто́н Вячесла́вович Лапе́нко (род. 1 сентября 1986, Зеленоград, Москва) — российский актёр театра и кино, певец, видеоблогер. Получил популярность в 2019 году благодаря серии роликов в Instagram и на YouTube, снятых в стилистике VHS 1980—1990-х годов, где он предстаёт в разных образах.

## Биография
Антон Лапенко родился 1 сентября 1986 года в Зеленограде (Москва). Вырос в семье, в которой подрастало и воспитывалось 16 детей. Антон по счёту девятый ребёнок в семье.
В 2011 году окончил актёрский факультет ВГИКа (мастерская В. П. Фокина), через несколько лет поступил в труппу Московского драматического театра имени К. С. Станиславского (ныне — «Электротеатр Станиславский»).
В телесериалах и кино снимается с 2010 года. 

### Обретение известности
В 2019 году Лапенко стал широко известен как автор юмористических скетчей в Instagram, стилизованных под ретро-видео в формате VHS, после того, как 7 марта актриса Ирина Горбачёва сделала репост одного скетча Лапенко к себе в аккаунт в Instagram с аудиторией около 1,5 млн подписчиков.  
Среди героев, которых играет Лапенко, — неуверенный в себе и порой инфантильный инженер НИИ; журналист, ведущий сенсационной телепрограммы-расследования «Загадка дыры»; «официозный» певец Всеволод Старозубов; «чванливый» глава ОПГ «Железные рукава»; порой хитроватый художник-эзотерик «народник» Гвидон Вишневский; эксцентричный нетрезвеющий водитель катка Игорь Катамаранов; и специфичный ведущий телепередачи об экстремальном туризме «Сдохни или умри» — один из первых персонажей Лапенко, который появился ещё в 2017 году. В остальных ролях и дублёры — братья Лапенко.  
К октябрю 2019 года у аккаунта Лапенко было 579 000 подписчиков.  
В марте 2020 года популярность актёра распространилась за пределы социальных сетей после полуторачасового интервью каналу «ВДудь» Юрия Дудя. За неделю его посмотрели более 12 миллионов раз. Также в апреле 2020 года Антон Лапенко стал гостем телепередачи «Вечерний Ургант», фрагмент с его участием набрал более 9 миллионов просмотров на YouTube и более 3 миллионов просмотров набрал пролог к выпуску, где Лапенко сыграл разных персонажей из сериала «Внутри Лапенко». К марту 2021 года учётная запись Лапенко насчитывала уже более 4,5 млн подписчиков. 
Благодаря росту популярности из скромного артиста, зарплаты которому едва хватало на бензин, Лапенко превратился в одного из преуспевающих артистов с гонораром 200—250 тысяч рублей за смену. 

### «Внутри Лапенко»
В декабре 2019 года на YouTube был опубликован сериал «Внутри Лапенко» с уже знакомыми аудитории и новыми персонажами. Сериал был создан Антоном Лапенко (который сыграл всех главных героев) и комиком Алексеем Смирновым (сценарист и режиссёр). Спонсировал данный проект Вячеслав Дусмухаметов, который предоставил 3,5 млн рублей. Сюжет основан на жизни и приключениях персонажей видео Лапенко в Instagram. Согласно презентации авторов серии, она оформлена в стиле советского кино и не привязана к определённому времени, а скорее представляет собой вселенную, объединяющую 1980-е и 1990-е годы.
Егор Максимов из Maxim Online назвал сериал пародией на все жанры советского телевидения. Журнал «Кинотексты» отметил:

Некоторые поклонники уже называют Лапенко новым Гайдаем, хотя гораздо больше общего у него с легендарной комик-группой „Монти Пайтон“, хотя бы в области абсурдистского юмора. В этом отношении нельзя не вспомнить «Городок» из девяностых или даже «Осторожно, Модерн!» из нулевых.

6 июля 2020 года стартовал 2-й сезон, а 7 декабря 2020 года — 3-й.
В октябре 2021 года Лапенко анонсировал выход альбома «Электрические Жирафы», который, согласно фильму, записала группа «Багровый Фантомас». Альбом был представлен на музыкальных платформах в ноябре, а СМИ всё это время поддерживали рекламную кампанию релиза реалистичными новостными роликами об альбоме, который якобы был найден ещё одним из героев сериала, Игорем Катамарановым. В записи альбома принимали участие сам Антон Лапенко, композитор Константин Глуздаков, режиссёр Алексей Смирнов и ряд приглашённых музыкантов, в том числе гитарист «Animal ДжаZ» Евгений Ряховский и ударник «Кирпичей» Вадим Латышев.
Летом 2022 года вышла настольная игра по мотивам проекта «Внутри Лапенко».
В январе 2023 года Антон Лапенко выпустил мини-фильм «Вишневский». 
В декабре 2023 года состоялся релиз 4 сезона «Внутри Лапенко»

## Театральные работы
«Электротеатр Станиславский»
- 2015 — «Моё поколение», реж. Роман Дробот
- 2015 — Работники фабрики, «Анна в тропиках», реж. Александр Огарёв
- 2015 — Киро, «Полковник-птица», реж. Роман Дробот
- 2016 — «Золотой осёл. Разомкнутое пространство работы», реж. Борис Юхананов
- 2016 — Коля, Парень из г. Рудня «Love machines», реж. Мария Чиркова
- 2017 — Орест, «Андромаха», реж. Лейсан Файзуллина
- 2017 — Второй житель, «Визит дамы», реж. Олег Добровольский
- 2017 — Мёртвое тело, Роббер, Шампанское, Пиво, «Зойкина квартира», реж. Ольга Лукичёва

## Фильмография
- 2010 — Закон и порядок. Отдел оперативных расследований 4 (19-я серия «Истина превыше всего») — эпизод
- 2010 — Погоня за тенью (19-я серия «Пожарный») — разносчик пиццы
- 2011 — Возвращение домой — эпизод
- 2012 — Средство от смерти — эпизод
- 2012 — Топтуны (8-я серия «Вербовщик») — курьер
- 2013 — Запах вереска — Кондратьев
- 2014 — Мент в законе-9 (19-я серия «Наследники по кривой») — таксист
- 2015 — Угонщик (короткометражный) — заражённый
- 2016 — Напарницы — Евгений Белов, сын Струмилина
- 2017 — Кухня. Последняя битва — диктор
- 2019—2023 — Внутри Лапенко — все главные роли и ряд второстепенных
- 2019—2021 — ИП Пирогова — Игнат
- 2019 — Жара — блогер Саша
- 2020 — Корни — Аркадий
- 2020 — Чики — полицейский Юра
- 2020 — Глубже! — Хачатрян
- 2021 — Отпуск — казак
- 2021 — БУМЕРанг — репортёр
- 2022 — По-мужски — Глеб
- 2022 — Семья
- 2024 — Тополиный пух — Саша
- 2024 — Волшебный участок-2 — Палыч
- 2024 — Группировка «Нежить»
- 2024 — Исчезнувший велосипедист
- 2025 — Тополиный пух
- 2025 — Актёрище — Никита Кисляк, блогер

## Личная жизнь
В 2021 году стало известно о романе Антона Лапенко и певицы Муси Тотибадзе. Отношения продлились до 2023 года.

## Награды
- Приз за лучшую мужскую роль на международном фестивале ВГИК (2011).
- Премия «Золотой лист» (2011)[24].
- Номинация на Профессиональный приз Ассоциации продюсеров кино и телевидения в области телевизионного кино (2021) лучшему актёру второго плана в сериале («Чики»)[25]